# Marita
Marita é um gênero de gastrópodes pertencente a família Mangeliidae.

## Descrição
Originalmente considerado um subgênero de Guraleus, foi separado por Charles Henley em 1922 por causa dessas características especiais: ombro arredondado, contorno ovalado, pináculo mais curto e uma escultura mais suave.

## Distribuição
Este gênero marinho é endêmico da Austrália e ocorre em Nova Gales do Sul, Austrália Meridional, Tasmânia, Vitória e Austrália Ocidental.

## Espécies
- Marita compta (Adams & Angas, 1864)
- Marita elongata Laseron, 1954
- Marita inornata (Sowerby III, 1896)
- Marita insculpta (Adams & Angas, 1864)
- Marita nitida (Hedley, 1922)
- Marita schoutenensis (May, 1901)
- Marita tumida Laseron, 1954

Espécies trazidas para a sinonímia
- Marita bella (Adams & Angas, 1864): sinônimo de Antiguraleus adcocki (G. B. Sowerby III, 1896)
- Marita peregrina A.A. Gould, 1860: sinônimo de Marita compta (Adams & Angas, 1864)
- Marita varix J.E. Tenison-Woods, 1877: sinônimo de Marita compta (Adams & Angas, 1864)